# Littérature turque

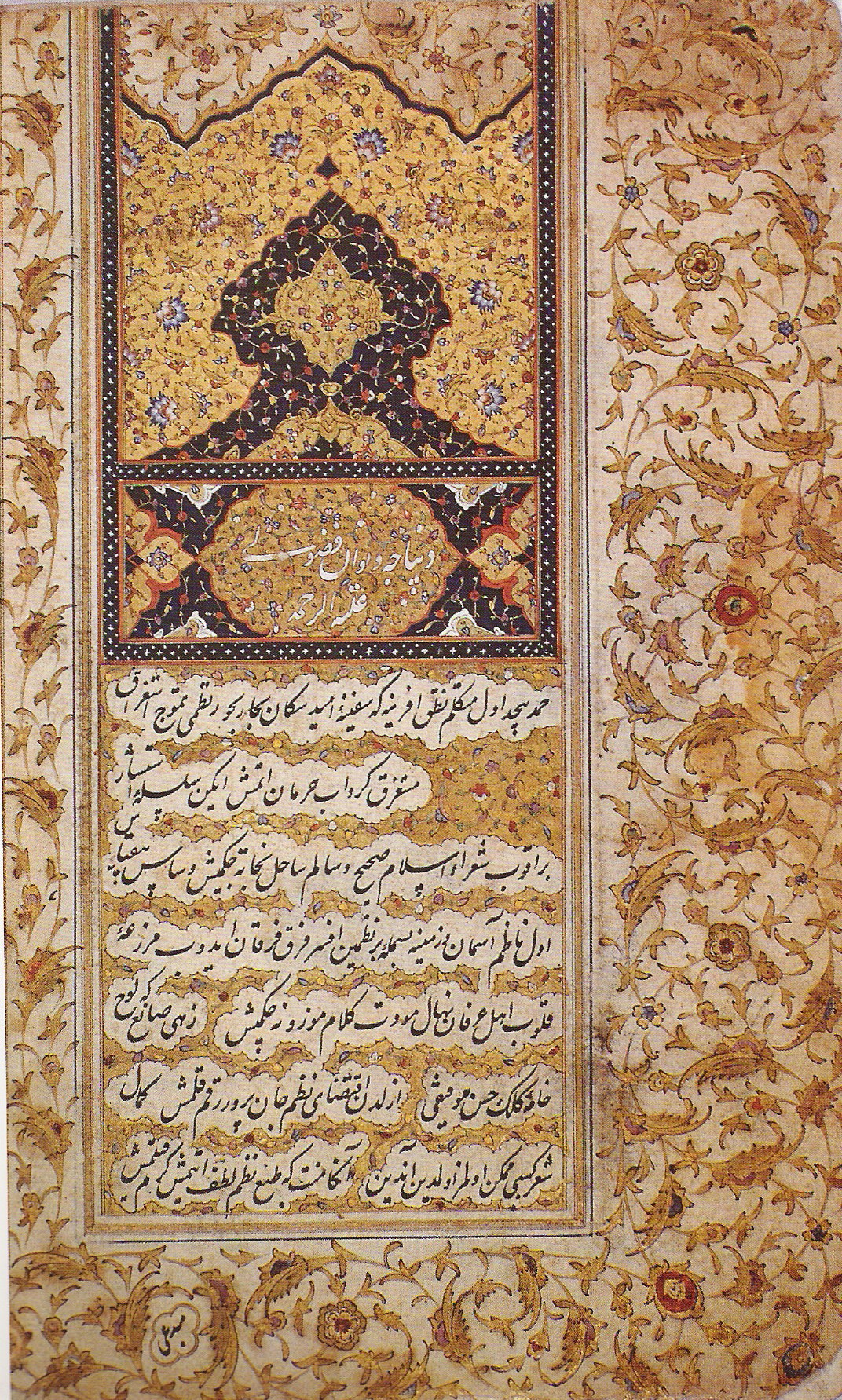
Une page de Dîvân-ı Fuzûlî, un recueil de poème du XVIe siècle du poète ottoman Fuzûlî.

La littérature turque est l'ensemble des textes écrits et oraux composés en turc, soit dans sa forme turc ottoman ou dans sa forme actuelle comme celle parlée en Turquie aujourd'hui. La langue ottomane turque, qui constitue la base de la plupart des corpus écrits, a été fortement influencée par le persan et l'arabe et a utilisé une variante de l'alphabet perso-arabe.
Il convient d'intégrer la littérature des diasporas et des minorités linguistiques (en annexes).

## Histoire
L'histoire de la littérature turque s'étend sur une période de près de 1 300 ans, à partir de l'alphabet de l'Orkhon datant du VIIIe siècle et originaire de Mongolie actuelle. À la suite de cette période, entre le IXe et le XIe siècle, les peuples nomades turcs de l'Asie centrale préservent une tradition orale des épopées, comme le Livre de Dede Korkut des Oghouzes et l’Épopée de Manas des Kirghizes.
À la fin du XIe siècle, les Turcs commencent à s'installer en Anatolie, et, en plus des traditions orales, il s'y développe une tradition littéraire écrite proche du style arabe et de la littérature persane. Les 900 ans suivants, jusqu'à peu de temps avant la chute de l'Empire ottoman en 1922, les traditions orales et écrites restent largement indépendantes l'une de l'autre.

## Formes traditionnelles
- Théâtre traditionnel
  - Le Karagöz (inscrit sur la liste représentative du patrimoine culturel immatériel de l'humanité)[1]
  - L'Orta Oyunu (de) (ou Kol oyunu, meydan oyunu, meydân-ı sühan, zuhûrî, zuhûrî kolu[2])
  - L'art des Meddah (panégyrique)(inscrit sur la liste représentative du patrimoine culturel immatériel de l'humanité)[3]
  - Achik (Âşıklık), ou art des trouvères, (inscrit sur la liste représentative du patrimoine culturel immatériel de l'humanité)[4]

## Périodes

### Période ottomane 1300-1830
- Poésie ottomane (en), prose ottomane (en), presse ottomane (en)
- Culture de l'Empire ottoman, art ottoman, enluminure ottomane, miniature ottomane
- Liste de calligraphes ottomans (en)
- Littérature populaire turque (en), Nasr Eddin Hodja, Kaloghlan
- Folklore turc (en)

#### Poésie
- Imadeddine Nassimi (1369-1417), azéri,
- Zeynep Hatun[5] (1430?-1474), poétesse
- Mir Alicher Navoï (1441-1501), ouïgour
- Rewani (1475-1524
- Mihri Khatun (1460?-1506), poétesse
- Fuzouli (1483/1494-1556), azéri
- Bâkî (1526-1600)
- Hayâlî (en) (1500–1557)
- Hubbi Hatun (en) (1540?-1590), poétesse
- Nef'i (1572–1635)
- Neşâtî (en) (1623?-1674)
- Nedîm (en) (Ahmet Nedîm Efendi) (1681?–1730)
- Şeyh Gâlib (en) (1757–1799)
- Umihana Čuvidina (en) (1794?-1870?)

#### Prose

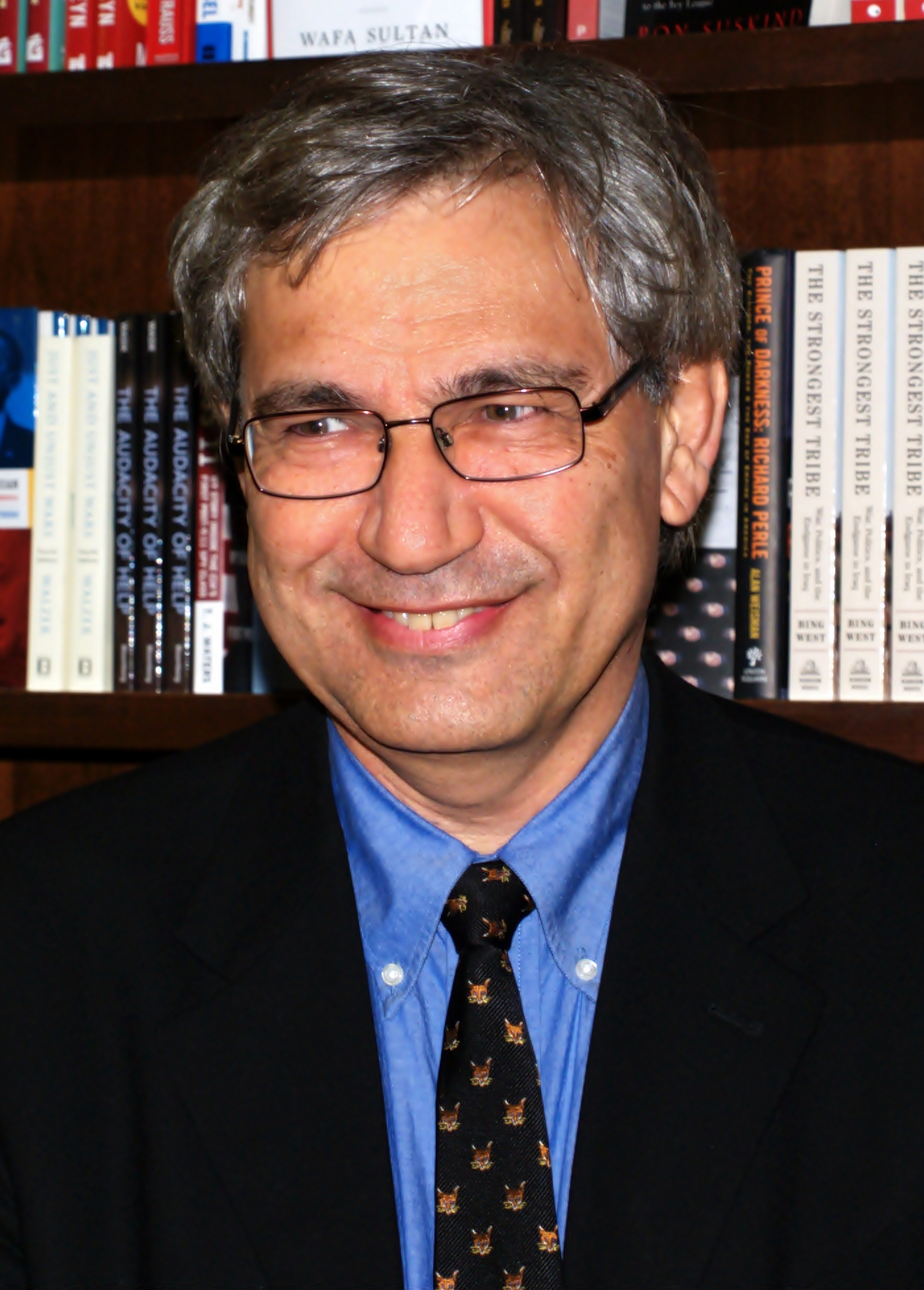
Orhan Pamuk
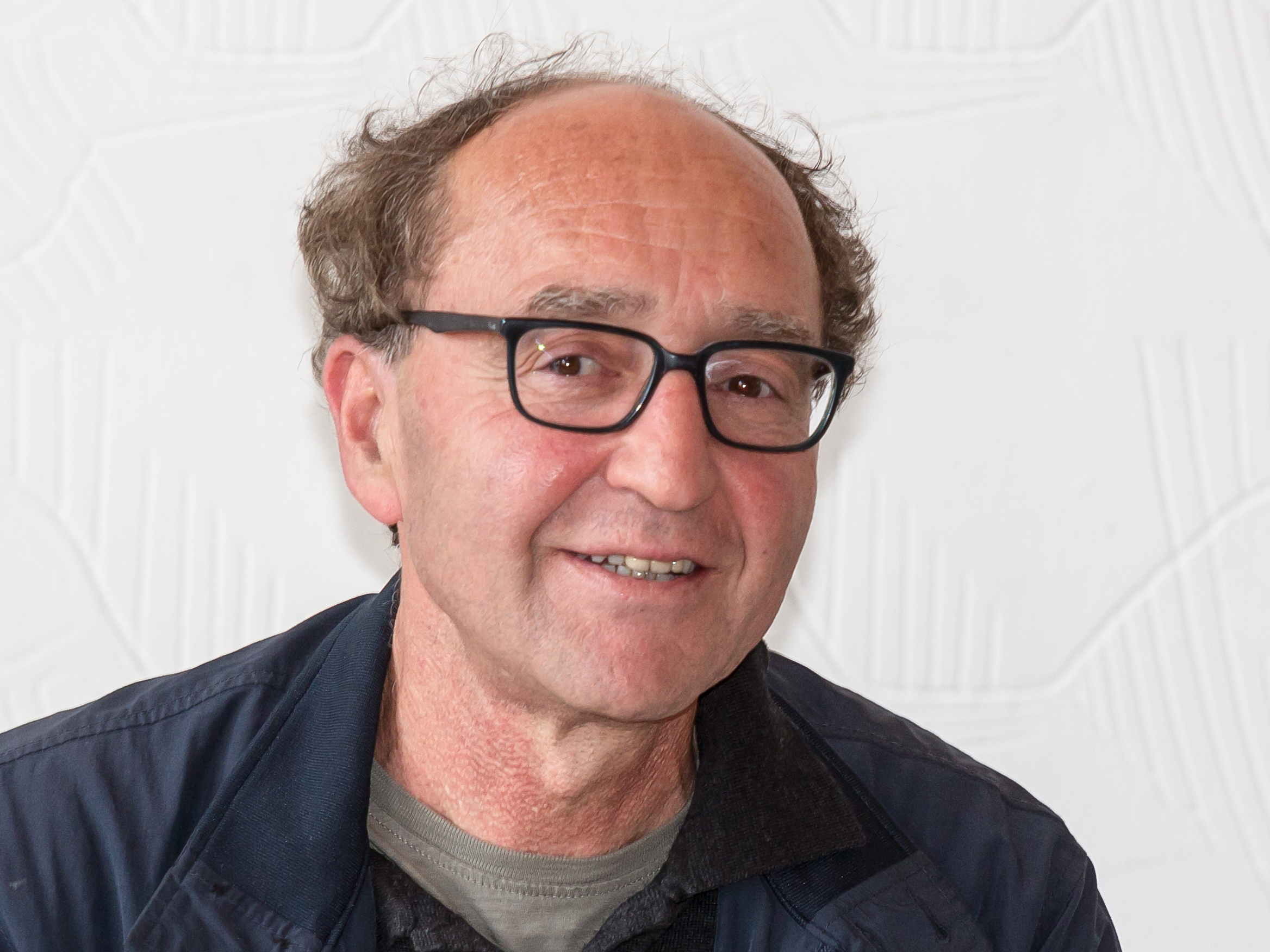
Doğan Akhanlı
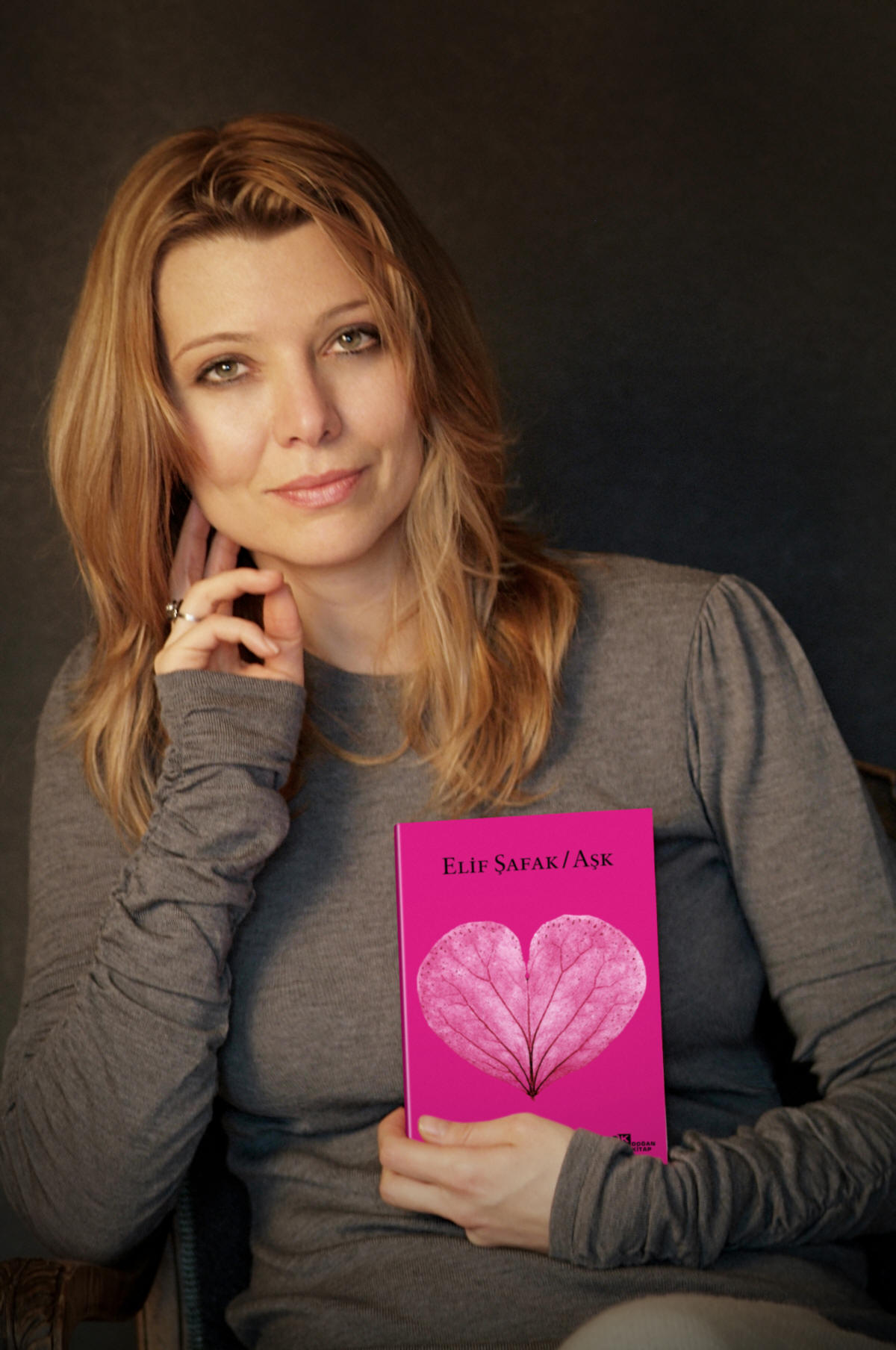
Elif Shafak
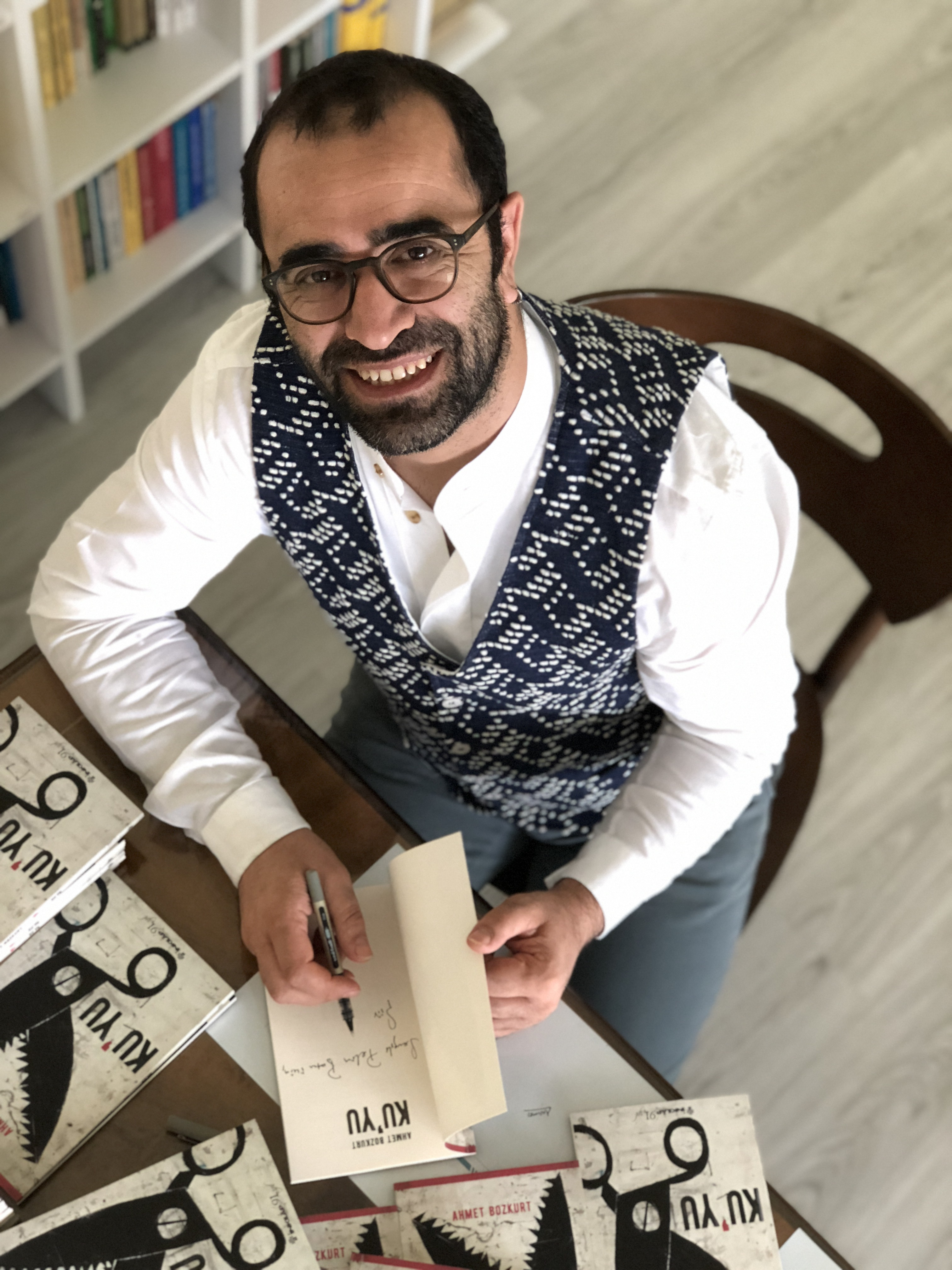
Ahmet Bozkurt

- Idris-i Bidlisi (1482-1520),
- Seydi Ali Reis (1498–1563), Le Miroir des pays (vers 1557)
- Aşık Çelebi (1520-1572),
- Evliya Çelebi (1611-1682),
- Osmân Ağa de Timișoara (1670-1720),
- Yirmisekiz Mehmed Efendi (1670-1732),
- İbrahim Müteferrika (1674-1745),
- Ahmed Resmî Efendi (1700-1780),

### Tanzimat1839-1876
La Réorganisation amène également une influence importante de la littérature française en Turquie. Après le précurseur, Giritli Ali Aziz Efendi (1749-1798), les écrivains marquants sont :
- Vartan Pasha (en) (1813-1879), arménien,
- Ahmed Vefik Pacha (1823-1891), traducteur de Molière[6]
- İbrahim Şinasi (1826-1871)
- Ziya Pacha (1829-1880)
- Namık Kemal (1840-1898)
- Ahmet Mithat (en) (1844-1912)
- Sami Frashëri (1850-1904), albanais

### Transition 1880-1920
Trois mouvements littéraires marquent la période 1880-1920 :
- Edebiyyât-ı Cedîde (ادبيات جدیده; Nouvelle littérature)
  - Tevfik Fikret (1867-1915),
  - Halid Ziya Uşaklıgil (1866-1945),
- Fecr-i Âtî (tr) (فجر آتى; Aube du futur)
  - Ahmet Haşim (en) (1884-1933),
  - Yakup Kadri Karaosmanoğlu (1889-1974),
- Millî Edebiyyât (ملى ادبيات; Littérature nationale)
  - Ziya Gökalp (1876-1924),
  - Ömer Seyfettin (1884-1920),
  - Ali Canip Yönterm (en) (1887-1967),
  - Mehmet Emir Yurdakul (en) (1869-1944),
  - Halide Edib Adıvar (1884-1964),
  - Reşat Nuri Güntekin (1889-1956),
  - Yakup Kadri Karaosmanoğlu (1889-1974),
  - Mehmet Fuad Köprülü (1890-1966)...

### Période républicaine
Avec la fondation de la République turque en 1923, et les réformes visant à moderniser la langue turque, une nouvelle littérature turque nationale a été formée, de plus en plus influencée par les styles occidentaux.

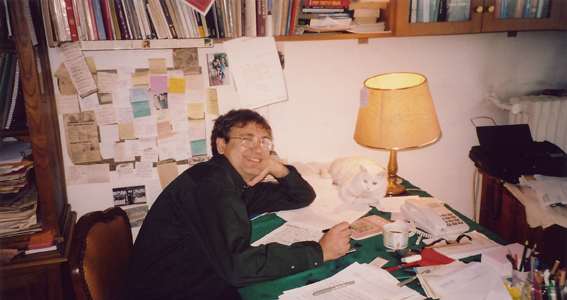
Orhan Pamuk, lauréat du prix Nobel de littérature en 2006.

Orhan Pamuk (lauréat du prix Nobel de littérature en 2006) et Elif Şafak sont parmi les romanciers majeurs turcs de nos jours. Mais la vie littéraire turque, qui est d'une grande richesse, est très peu connue dans les pays européens.

#### Poésie
- Garip (Birinci Yeni, Premier nouveau mouvement) 
  - Orhan Veli (1914-1950)
  - Oktay Rifat (1914-1988)
  - Melih Cevdet Anday (1915-2002)...
- Vers libres : Nâzım Hikmet (1901-1963),
- İkinci Yeni (Second nouveau mouvement) :
  - Cemal Süreya (1931–1990),
  - Ilhan Berk (1918–2008),
  - Turgut Uyar (1927–1985),
  - Edip Cansever (1928–1986),
  - Ece Ayhan Çağlar (1931–2002),
  - Sezai Karakoç (1933-2021),
  - Alaeddin Özdenören (1940–2003),
  - Tevfik Akdağ,
  - Ülkü Tamer,
- Autres :
  - Neyzen Tevfik, Ahmet Haşim, Yahya Kemal Beyatlı, Abdülhak Şinasi Hisar, Necip Fazıl Kısakürek, Ahmet Muhip Dıranas,
  - Faruk Nafiz Çamlıbel (1898-1973),
  - Cahit Sıtkı Tarancı, Fazıl Hüsnü Dağlarca (1914-2008), Can Yücel (1926-1999), Attila İlhan (1925-2005),
  - Can Yücel (1926-1999), Hasan Hüseyin Korkmazgil (1927-1984),
  - İsmet Özel (1944-), Sabit İnce (1954-), Yücel Sivri (1961-), Hakan Sürsal (1963-), Seyhmus Dagtekin (1964-), Faruk İremet (1965-), Aras Onur (1982-)...

#### Prose
- Romanciers

- Cevat Şakir Kabaağaçlı (1890–1973)
- Peyami Safa (1899-1961)
- Ahmet Hamdi Tanpınar (1901–1962)
- Sait Faik Abasıyanık (1906-1954)
- Sabahattin Ali (1907–1948)
- Kemal Tahir (1910–1973)
- Orhan Kemal (1914–1970)
- Orhan Hançerlioğlu (1916–1991)
- Samim Kocagöz (1916–1993)
- Semiha Ayverdi (1916–1993)
- Kerime Nadir (1917-1984)
- Tarık Buğra (1918–1994)
- Yusuf Atılgan (1921–1989)
- Yaşar Kemal (1923–2015)
- Fakir Baykurt (1929–1999)
- Bilge Karasu (1930–1995)
- Oğuz Atay (1934–1977)
- Osman Aysu (1936-)
- Tomris Uyar (1941–2003)
- Ahmet Altan (1950–)
- Orhan Pamuk (1952–)
- Murathan Mungan (en) (1955–)
- Tahir Musa Ceylan (1956-)
- Doğan Akhanlı (1957-2021)
- Mehmet Murat Somer (1959–)
- Duran Çetin (1964-)
- Meltem Arıkan (1968-)
- Elif Shafak (1971–)

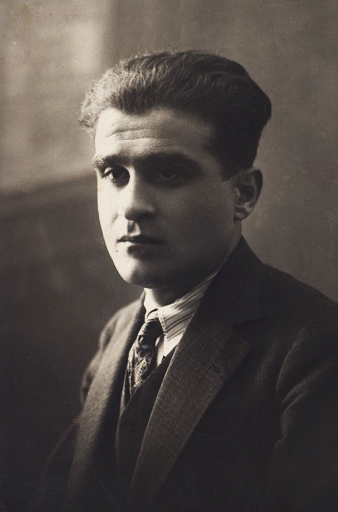
Ahmet Hamdi Tanpınar
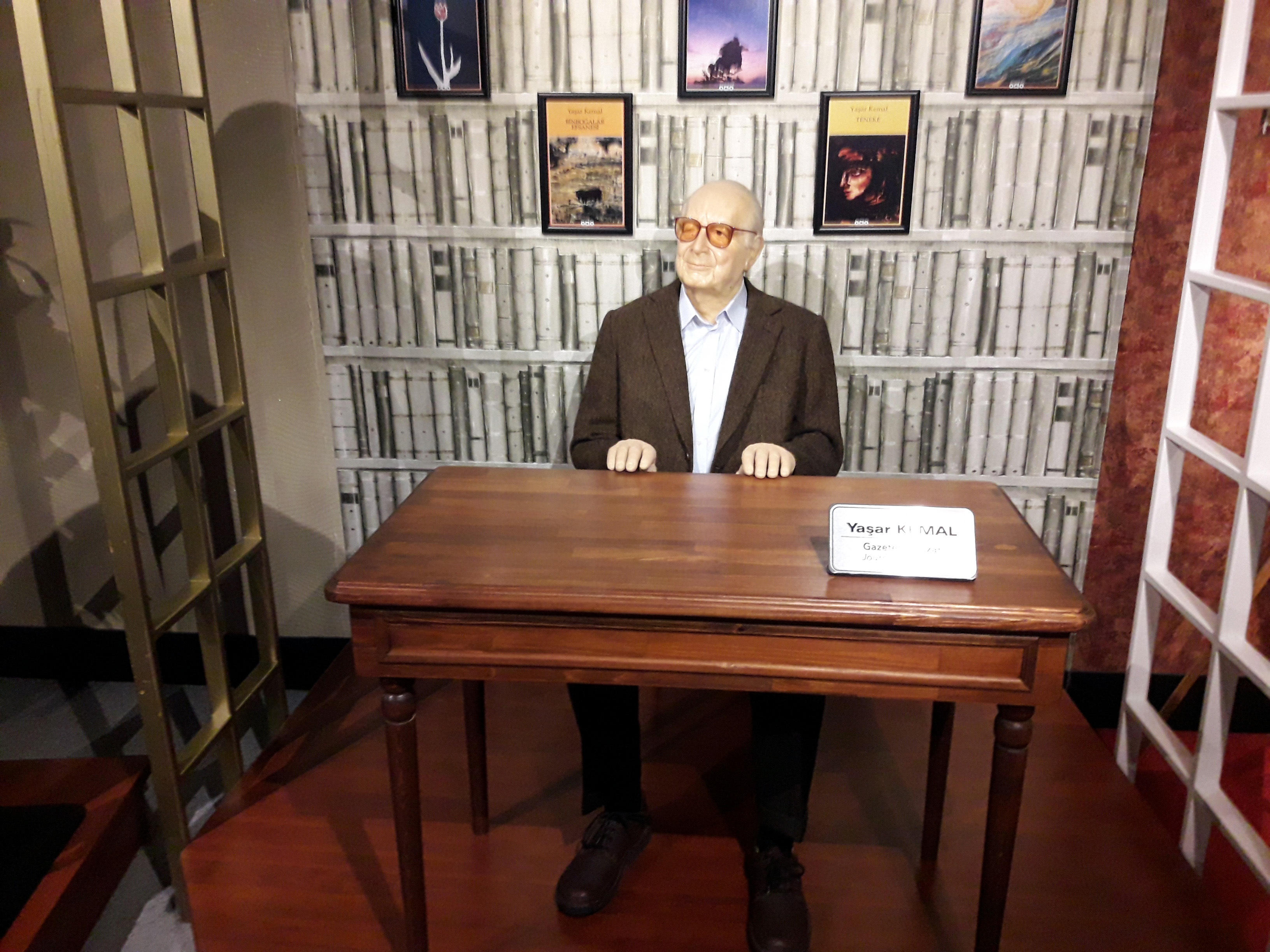
Yaşar Kemal
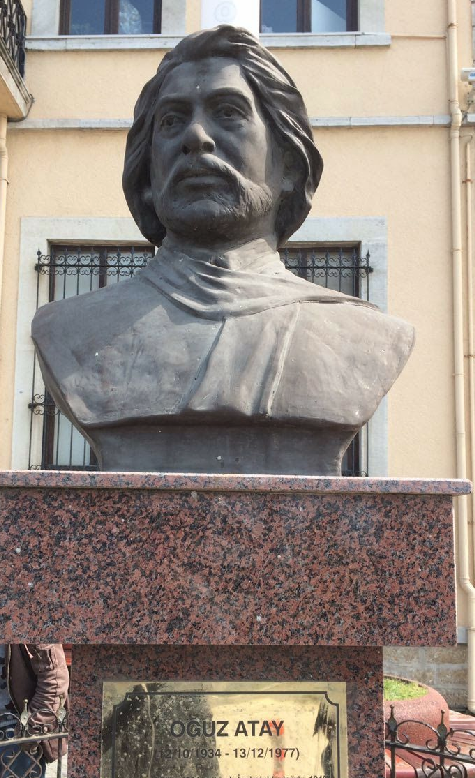
Oğuz Atay
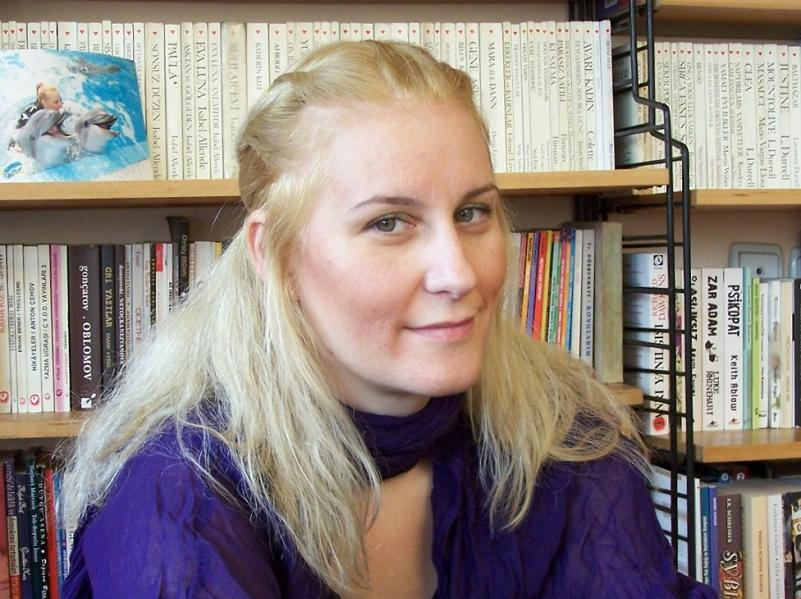
Meltem Arıkan
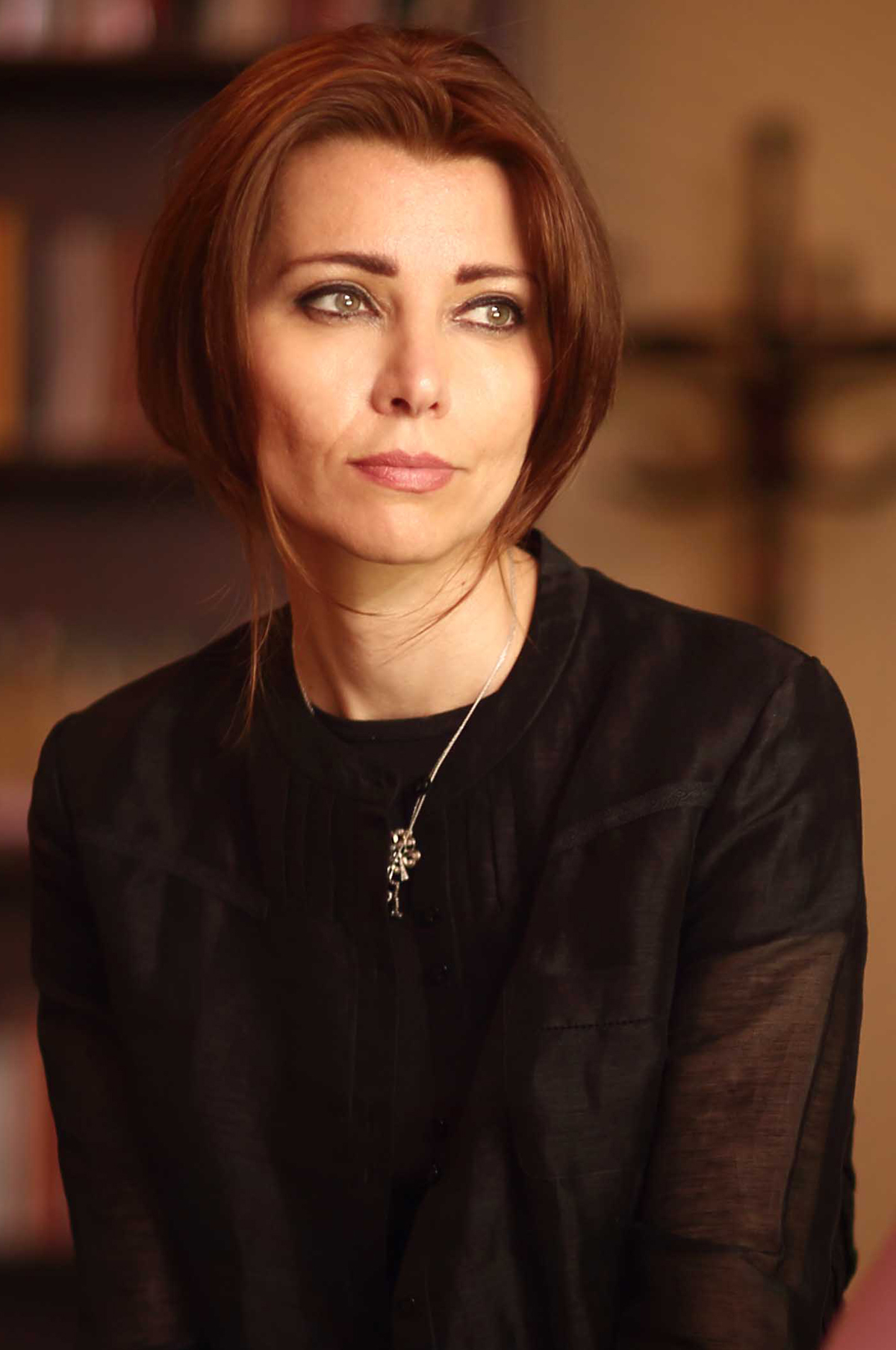
Elif Shafak

- Essayistes
- Biographes
- Journalistes

- Orhan Pamuk
- Doğan Akhanlı
- Elif Shafak
- Ahmet Bozkurt

#### Théâtre
- Théâtre turc (ébauche), et autres scènes

- Reşat Nuri Güntekin (1889–1956)
- Ahmet Kutsi Tecer (1901–1967)
- Behçet Necatigil (1916–1979)
- Necati Cumalı (1921–)
- Tuncel Kurtiz (1936–2013)
- Turgut Özakman (1930–2013)
- Özen Yula (1965–)
- Murat İldan (1965–)
- Uğur Aktaş (1967–)
- Meltem Arıkan (1968-)
- Ahmet Bozkurt (1977–)

## Poésie
- Poésie turque (depuis 1911) (en)

## Théâtre
- Théâtre en Turquie, Catégorie:Théâtre turc
- Dramaturges turcs
- Acteurs turcs, Actrices turques
- Théâtres de la Ville d'Istanbul
- Turkish State Theatres (en)
- Amphithéâtre Cemil Topuzlu de Harbiye
- International Sabancı Theater Festival (en)
- Karagöz